# Knochenhechtartige
Die Knochenhechtartigen (Lepisosteiformes, von altgriechisch λεπίς lepís, deutsch ‚Schuppe‘ und ὀστέον ostéon, deutsch ‚Knochen‘) sind eine urtümliche Knochenfischordnung, die heute noch mit einer Familie, den Knochenhechten (Lepisosteidae) in Nord- und Mittelamerika vorkommt. In der Kreidezeit war die Ordnung weiter verbreitet. Fossilien wurden in Nord-, Mittel- und Südamerika, in Europa, Afrika und Indien gefunden. Davon lassen sich viele den Lepisosteidae zuordnen, zwei morphologisch urtümlichere Gattungen werden in die Familie Obaichthyidae gestellt.

## Merkmale
Die Knochenhechtartigen sind langgestreckte Raubfische, die eine mehr oder weniger verlängerte, schnabelartige und mit kräftigen Fangzähnen besetzte Schnauze und einen runden Körperquerschnitt haben. Sie werden als jene Neuflosser (Neopterygii) diagnostiziert, die opisthocoele Wirbelzentren haben, d. h. diese sind auf der Vorderseite konvex und auf der Hinterseite konkav. Außerdem besitzen sie einen „Zungenknochen“, die Basihyale, eine bezahnte knöcherne Platte zwischen den Zungenbeinen. Ihre Rücken- und Afterflosse stehen weit hinten am Körper. Etwa 75 bis 88 % der Standardlänge liegt vor der Rückenflossenbasis.

## Innere Systematik
- Ordnung Knochenhechtartige (Lepisosteiformes)
  - † Beiduyu Murray et al., 2015[1]
  - † Lepidotes Agassiz, 1832
  - † Isanichthys Cavin & Suteethorn 2006
  - † Scheenstia López-Arbarello & Sferco, 2011
  - † Thaiichthys Cavin, Deesri & Suteethorn, 2013[2]
  - Unterordnung Lepisosteoidei
    - † Araripelepidotes Santos, 1990
    - † Pliodetes Wenz, 1999
    - Überfamilie Lepisosteoidea
      - Familie Knochenhechte (Lepisosteidae)
      - † Familie Obaichthyidae